# Hendrik Raphaël Schaefels
Pour les articles homonymes, voir Schaefels.
Hendrik Raphaël Schaefels, né en 1785 à Anvers, et mort le 15 février 1857 dans cette même ville, est un artiste-peintre belge, essentiellement décorateur. 

## Biographie
Hendrik Raphaël Schaefels naît en 1785 à Anvers. Il est élève à l'académie d'Anvers, dont il devient, en 1821, professeur de dessin d'ornements. Parallèlement, il dirige un atelier privé de peinture. 
Il est le père de Hendrik Frans Schaefels et de Lucas Victor Schaefels.
Il meurt le 15 février 1857 dans sa ville natale.

## Œuvres
- Hélène Fourment à la Maison Rubens, 1862
- De burgerwacht te Antwerpen